# 広島大学生物生産学部
広島大学生物生産学部（ひろしまだいがくせいぶつせいさんがくぶ、英語: School of Applied Biological Science, Hiroshima University）は、広島大学に設置されている学部の一つである。
水産業、畜産業及び食品工業における学理とその応用に関する研究と教育を行う。現在この名前の学部を持つのは広島大学だけである。前身は水畜産学部であった。水産学部と畜産学部の両方の領域をまたぐ学部として教育・研究を行っている。

## 概要
広島大学では、水産学系の生物生産学科が設置され、生物圏環境学コースが生物圏環境学プログラム（2018年まで）国際生物生産学プログラム（2019年から）、水産生物科学コース水産生物科学プログラム（2018年まで）水圏統合科学プログラム（2019年から）、そして畜産学系の動物生産科学コース動物生産科学プログラム（2018年まで）応用動植物科学プログラム（2019年から）、食品科学コース食品科学プログラム、分子細胞機能学コース分子細胞機能学プログラム（2018年まで）分子農学生命科学プログラム（2019年から）が設けられている。学生は2年次に各コースに配属となる。

## 沿革
- 1949年 - 広島大学に水畜産学部を設置。水産の実習船豊潮丸を設置。
- 1953年 - 附属農場（賀茂牧場、深安実験牧場、川口農場）を設置。
- 1961年 - 水畜産学専攻科（水産学専攻、畜産学専攻）を設置。
- 1963年 - 附属農場（賀茂牧場、深安実験牧場）を福山市御幸町に移転。
- 1965年 - 附属農場（御幸農場、川口実験農場）を御幸農場に統合し、川口実験圃場を設置。
- 1966年 - 食品工業化学科増設。
- 1979年 - 水畜産学部を改組し、生物生産学部を設置。
- 1988年 - 生物生産学部を東広島市へ移転。
- 1988年 - 附属練習船基地を呉市に設置。
- 1991年 - 附属水産実験所（蓑島、鞆、熊野実験所）を竹原市へ移転。
- 1994年 - 生物生産学部の3コース制（水産・畜産・食品）を6コース制（海洋生物生産学・生物圏機能学・畜産科学・食糧情報管理学・分子細胞生物学・食資源機能学）に再編。
- 2002年 - 生物生産学部の6コース制を5コース（主専攻プログラム）制（生物圏環境学、水産生物科学、動物生産科学、食品科学、分子細胞機能学）に再編。
- 2019年 - 生物生産学部の５つの主専攻プログラムを４プログラム（水圏統合科学、応用動植物科学、食品科学、分子農学生命科学）に再編統合し、国際生物生産学プログラムを新設。